# Jojo sucht das Glück
Jojo sucht das Glück war eine deutsche Webserie des DW-TV. Diese Telenovela beschäftigte sich mit den privaten und beruflichen Geschehnissen rund um die Brasilianerin Jojo Rocha-Santos.

## Handlung
Die Brasilianerin Jojo Rocha-Santos kommt neu nach Köln. Sie hat bisher wenige Deutschkenntnisse, doch mit Hilfe ihrer Freunde lernt sie die deutsche Sprache zu verstehen und anzuwenden.

## Besetzung

### Hauptdarsteller
| Schauspieler        | Figur                                     | Episoden | Zeitraum  | Bemerkungen |
| ------------------- | ----------------------------------------- | -------- | --------- | --- |
| Dorothea Kriegl     | Joinha, off. Joceline „Jojo“ Rocha-Santos | 1–66     | 2011–2013 | Mitarbeiterin bei Alex-Events und im Weißen Holunder; davor Studentin an der Kunsthochschule; Freundin von Joe; Ex-Freundin von Mark; Beste Freundin von Lotta und Alex; ehem. Beste Freundin von Lena; wurde von Ben gestalkt |
| Renée Weibel        | Joinha, off. Joceline „Jojo“ Rocha-Santos | 67–99    | 2014      | Mitarbeiterin bei Alex-Events und im Weißen Holunder; davor Studentin an der Kunsthochschule; Freundin von Joe; Ex-Freundin von Mark; Beste Freundin von Lotta und Alex; ehem. Beste Freundin von Lena; wurde von Ben gestalkt |
| Michael Behrendt    | Mark Braun                                | 1–99     | 2011–2014 | Ex-Freund von Jojo und Franziska; Bester Freund von Reza; |
| Alexis Schvartzmann | Reza Abadi                                | 1–99     | 2011–2014 | Architekturstudent; Freund von Lotta; Ex-Freund von Lena; Bruder von Dena |
| Sarah Peitz         | Lena                                      | 4–33     | 2011      | Ex-Freund von Reza; macht ein Auslandsjahr in Windhoek |
| Simon Mehlich       | Alexander „Alex“ Krohnstein               | 5–99     | 2011–2014 | Leiter der Firma „Alex Events“, davor Student; Bester Freund von Jojo |
| Peter Foyse         | Philipp                                   | 34–64    | 2012–2013 | Ehem. Mitbewohner von Jojos WG; wird aus der WG geworfen |
| Yvonne Hornack      | Nora                                      | 34–98    | 2012–2014 | Köchin im Weißen Holunder; Mutter von Lotta; Freundin von Vincent |
| Elisa Thiemann      | Charlotte „Lotta“                         | 35–99    | 2012–2014 | Tochter von Nora; Freundin von Reza; Freundin von Jojo |
| Nito Torres         | Vincent                                   | 36–98    | 2012–2014 | Betreiber des Weißen Holunders; Chef von Jojo; Freund von Nora |
| Tobias Baum         | Jonas „Joe“                               | 42–99    | 2012–2014 | Musiker; Freund von Jojo; Ex-Freund von Lotta |
| Florian Reiners     | Lukas                                     | 67–96    | 2014      | Ehem. Mitarbeiter bei Alex-Events; wird verhaftet, nachdem er Jojo Entführen wollte |
| Nadine Menz         | Dena Abadi                                | 67–98    | 2014      | Schwester von Reza |
| Jenny Kirschblum    | Bärbel Graf                               | 75–95    | 2014      | Ehem. Mitarbeiterin bei Alex-Events |
| Verena Zimmermann   | Franziska Dupont                          | 80–98    | 2014      | Fotografin; Ex-Freundin von Marc |

## Trivia
Als Titellied dient der Song „Sterne folgen dir“ von Einshoch6. Besonders ist, dass Tobias Baum nicht nur der Sänger der Band und somit auch des Songs ist, sondern auch noch als Schauspieler in der Serie mitwirkt. Des Weiteren gehört seine Rolle Jonas auch zur Band, in der Realität gibt es bei Einshoch6 keinen Jonas.